# Запретная зона (фильм, 1988)
«Запретная зона» — советский художественный фильм 1988 года режиссёра Николая Губенко, поставленный на киностудии «Мосфильм» в жанре социальной драмы. Премьера состоялась на ЦТ СССР в октябре 1988 года.

## Сюжет
Июнь 1984 года, Ивановская область. В результате мощного разрушительного смерча сильно пострадали северная и северо-восточная часть города Иваново, а также его пригороды. Село Воздвиженское Зареченского района было полностью разрушено.
Без крова остались тысячи людей. У многих смерч унёс жизнь близких. Жители вынуждены разместиться в полуразрушенной сельской школе. Заместителю председателя райисполкома Вере Андреевне Третьяковой (Жанна Болотова) поручено организовать работу по ликвидации последствий природной катастрофы, внезапно обрушившейся на село.
Расположенный поблизости садоводческий кооперативный посёлок был затронут стихией лишь незначительно. Третьякова, борясь за возрождение прежней жизни в разрушенном селе, неожиданно сталкивается с равнодушием обитателей садового товарищества во главе с председателем товарищем Неклёсовым (Кирилл Лавров). Дачники желают за счёт соседской трагедии получить от райисполкома бесплатные стройматериалы, а также дополнительную землю для своего расширения — рощу, находящуюся между посёлком и селом.
Однако среди равнодушных к чужой трагедии дачников находится человек, готовый протянуть руку помощи оставшимся без крыши над головой соседям. Это Артём Григорьевич Каланчёв (Иннокентий Смоктуновский), художник-иллюстратор на пенсии, пианист-любитель. Во время смерча его дом не пострадал, но вечером того же дня, воспользовавшись суматохой в округе, из местной колонии сбежали два рецидивиста, они проникли в дом пенсионера и украли у него редкие книги. Каланчёв жалеет в своей жизни только об одном — что из-за проблем со здоровьем он не стал в юности музыкантом. Из добрых побуждений он размещает у себя в доме несколько семей.
Тем временем председатель садоводческого кооператива Неклёсов, видя милосердие Каланчёва, пытается уговорить своего давнего знакомого Семёна Акимовича Прохорова, фронтовика-инвалида, и его супругу разместиться на время в его доме, обещая помочь им финансово в постройке нового дома. Но супруги от такой помощи отказываются.
Зампредседателя Зареченского райисполкома Вера Третьякова, полагаясь на свой опыт и волю пострадавших жителей села Воздвиженское, делает всё возможное для восстановления села вопреки желаниям местной партийной номенклатуры согнать жителей с земли, где жили их предки. Третьяковой удаётся сохранить село на прежнем месте, вдохнув в его традиционный уклад новую жизнь.

## В главных ролях
- Жанна Болотова — Вера Андреевна Третьякова, заместитель председателя райисполкома Зареченского района
- Кирилл Лавров — Неклёсов, председатель садового-дачного кооператива
- Нонна Мордюкова — Надежда Авдотьина
- Иннокентий Смоктуновский — Артём Григорьевич Каланчёв
- Алла Ларионова — Неклёсова
- Всеволод Ларионов — Миновалов
- Марина Полицеймако — Миновалова
- Владимир Зельдин — Дымаковский
- Расми (Рамзес) Джабраилов — дачник

## В ролях
- Михаил Громов — Семён Акимович Прохоров, фронтовик-инвалид
- Мария Скворцова — Елизавета Прохорова, супруга фронтовика-инвалида
- Пётр Щербаков — Исай Ефимович Забродник, директор леспромхоза
- Николай Рыбников — Александр Степанович Иванцов, председатель областной чрезвычайной комиссии
- Любовь Соколова — Александра, председатель сельсовета
- Леонид Куравлёв — Георгий Семёнович Прохоров, сын фронтовика-инвалида
- Мария Виноградова — пострадавшая жительница села Воздвиженское
- Илья Иванов — телевизионный корреспондент

## Съёмочная группа
- Сценарий и постановка: Николай Губенко
- Оператор-постановщик: Павел Лебешев
- Композитор: Игорь Назарук
- Художники-постановщики: Юрий Кладиенко, Татьяна Морковкина

## Музыкальное сопровождение
Используемая музыка: Дмитрий Шостакович, Рихард Вагнер, Фредерик Шопен.

## Съёмки
Фильм снимался в Фурмановском районе Ивановской области, наиболее сильно пострадавшем от смерча 9 июня 1984 года. В картине снялись местные жители, чьи дома были разрушены.
Песня «Белая панама» (музыка Юрия Чернавского, стихи Леонида Дербенёва), которая звучит в фильме в исполнении Аллы Пугачёвой, была создана через полтора года после описываемых в фильме событий (декабрь 1985 года) и была впервые исполнена в марте 1986 года в программе Ленинградского телевидения «Музыкальный ринг».

## Рецензии и критика
Киновед, кинокритик и драматург Татьяна Хлоплянкина (1937—1993) так охарактеризовала события, происходящие в картине Николая Губенко: «…Внезапное стихийное бедствие сплачивает часто людей — режиссёр (он же сценарист фильма) показывает нам обратный процесс: беда людей разъединила. Вернее она показала, что естественные человеческие, родственные, дружественные связи словно бы поражены какой-то болезнью, причины которой — это сегодня нам всем очевидно — следует искать в тогдашнем состоянии общества».